# رينهرود
رنرود (بالألمانية: Rennerod) هي بلدة ألمانية تقع في ألمانيا في راينلند بالاتينات. يقدر عدد سكانها بـ 3,940 نسمة .